# Соколов, Михаил Дмитриевич
Соколо́в Михаил Дмитриевич  (11 [24] января 1904, Сулин, Область Войска Донского, Российская империя — январь 1992, Ростов-на-Дону, Россия) — советский русский писатель и инженер. Лауреат Сталинской премии второй степени (1951). Член РКП(б) с 1921 года.

## Биография

Мемориальная доска Соколову в Ростове-на-Дону

М. Д. Соколов родился 11 (24) января 1904 года в городе Сулин (ныне Красный Сулин Ростовской области), в семье рабочего.
До 1920 года учился в школе № 1 (ныне Гимназия № 1) г. Красный Сулин.
В 1920—1921 годах работал переписчиком, делопроизводителем, конторщиком.
В 1922 году окончил Комвуз имени Я. М. Свердлова.
В 1922—1928 годах был на руководящей партийной, советской и хозяйственной работе.
В 1928—1931 годах учился в Ростовском инженерно-экономическом институте.
В 1931—1943 годах был на руководящей работе на заводах.
В 1943—1945 годах работал главным редактором Ростиздата.
В 1945—1946 годах снова был на инженерно-хозяйственной работе.
В 1957—1975 годах главный редактор журнала «Дон».
С 1950 года ответственный секретарь Ростовского отделения СП СССР.
В январе 1992 года писатель Михаил Дмитриевич Соколов умер.

## Награды
- орден Ленина (23.01.1984)
- орден Октябрьской Революции (23.01.1974)
- орден Трудового Красного Знамени (05.02.1964)
- орден «Знак Почёта»
- медаль «За трудовую доблесть»
- другие медали

## Память
В мае 1996 года библиотеке-филиалу № 4, что в поселке Вербенском решением администрации города Красный Сулин было присвоено имя Михаила Дмитриевича Соколова, на здании СШ № 1 (ныне Гимназии № 1) где учился писатель, в 1997 году, в его честь установлена мемориальная доска, которая была десятилетия спустя утрачена, в декабре 2017 года мемориальная доска была восстановлена и 22 декабря 2017 года, установлена на фасаде здания Гимназии № 1.

## Творчество
Литературной деятельностью занимается с 1935 года. За этот период опубликовал повести «Степь», «Весна», очерки «Парторг Ворожбитов», «Русская женщина», «Инженер Козлов».
В 1949 году издательствами «Советский писатель» и Ростиздат выпущены 1—2 книги его романа «Искры» (кн. 3—4, 1967—1968) о революционном движении на Юге России. Позже М. Д. Соколов написал роман «Грозное лето» о событиях 1914 года.

## Награды и премии
- Сталинская премия II степени (1951) — за роман «Искры» (чч. 1—2)